# Divorce Texas Style
Divorce Texas Style è un film del 2016 diretto da Corbin Timbrook, interpretato da Daniel Baldwin, Melody Moss e Marshall R. Teague.